# سامبیر
سامبیر (به انگلیسی: Sambir) شهری واقع در استان لویو اوکراین است. جمعیت این شهر ۳۴,۴۴۴ (۲۰۲۱ تخمینی) نفر است.

## نگارخانه

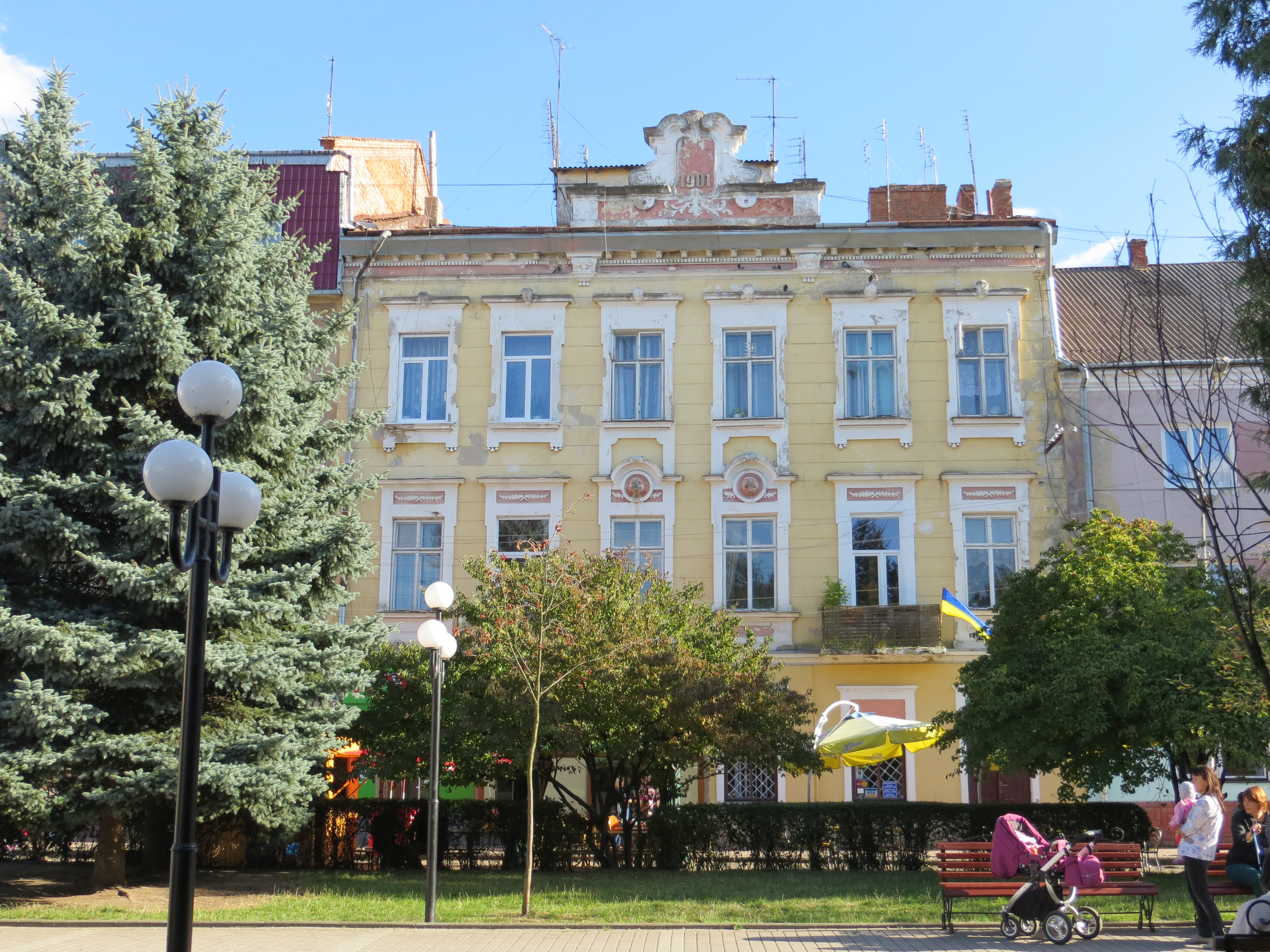
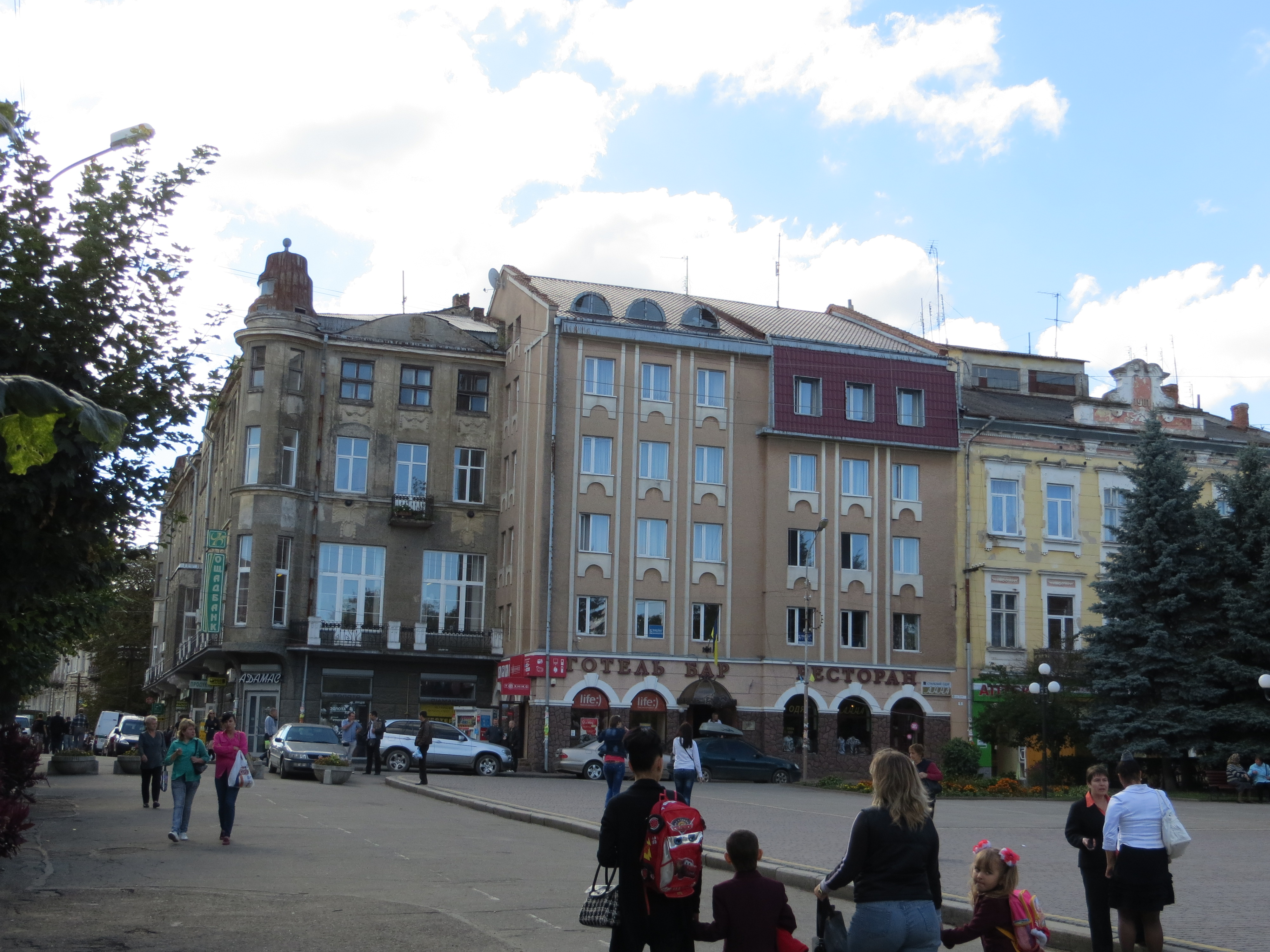
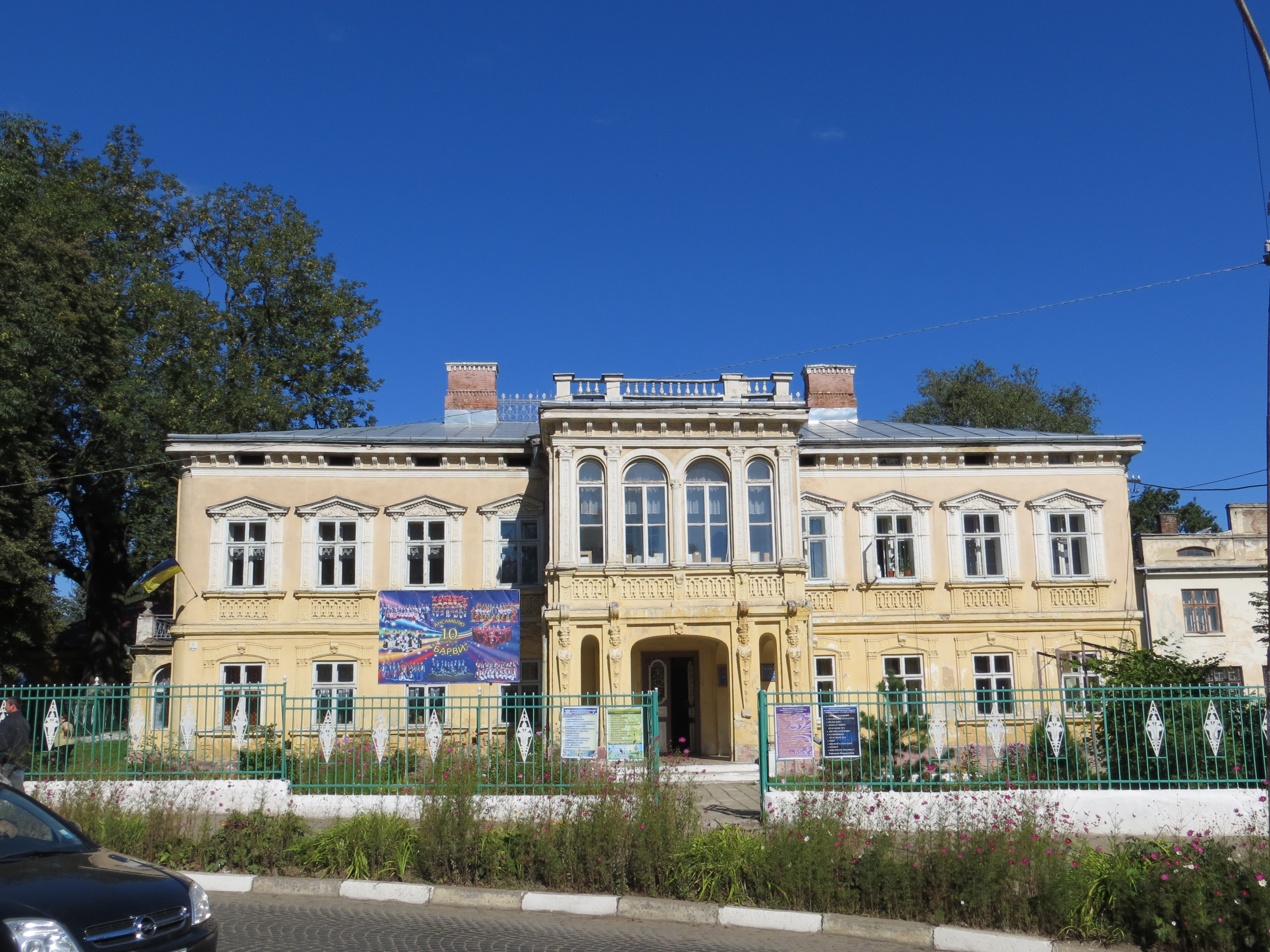
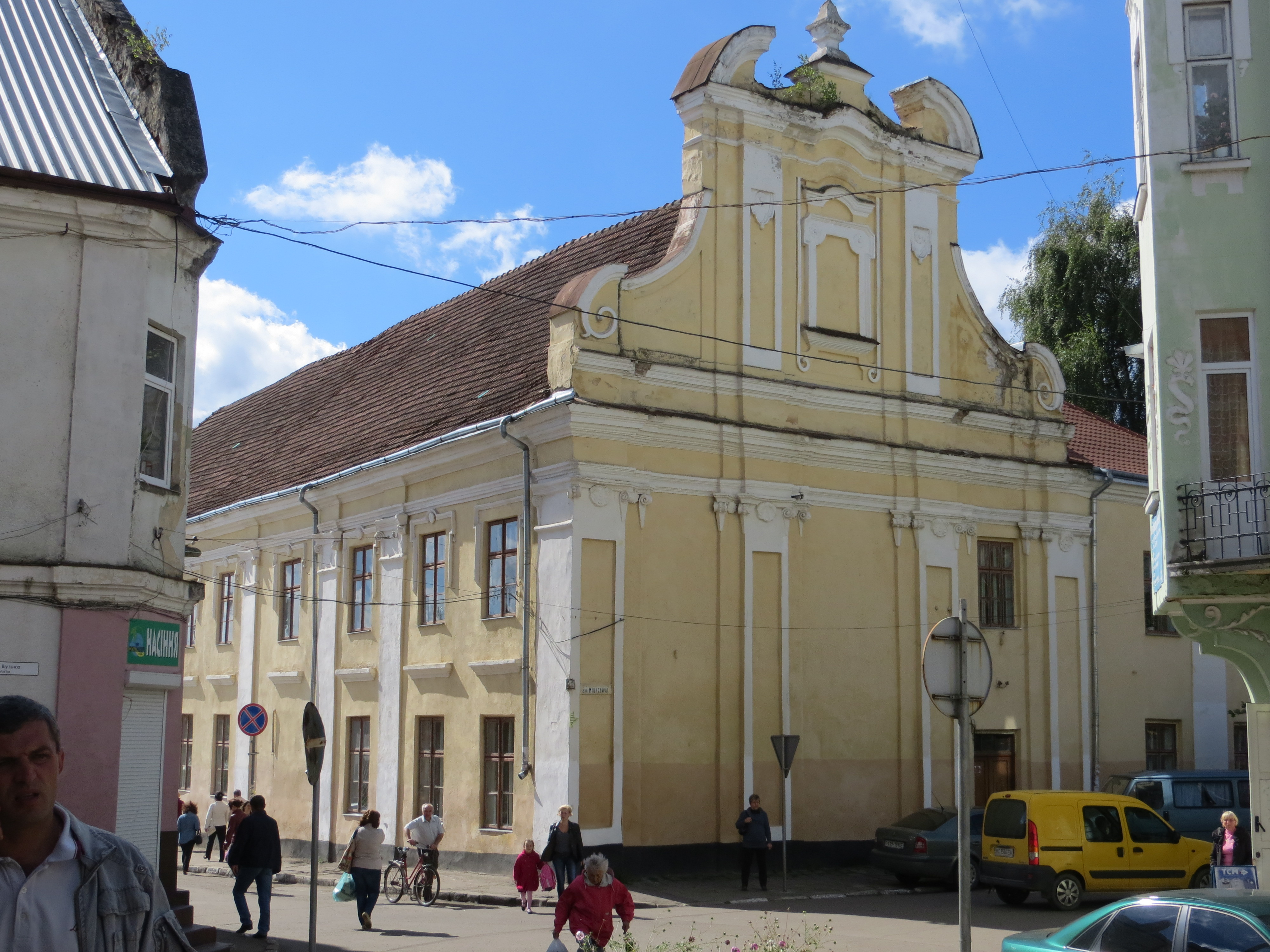
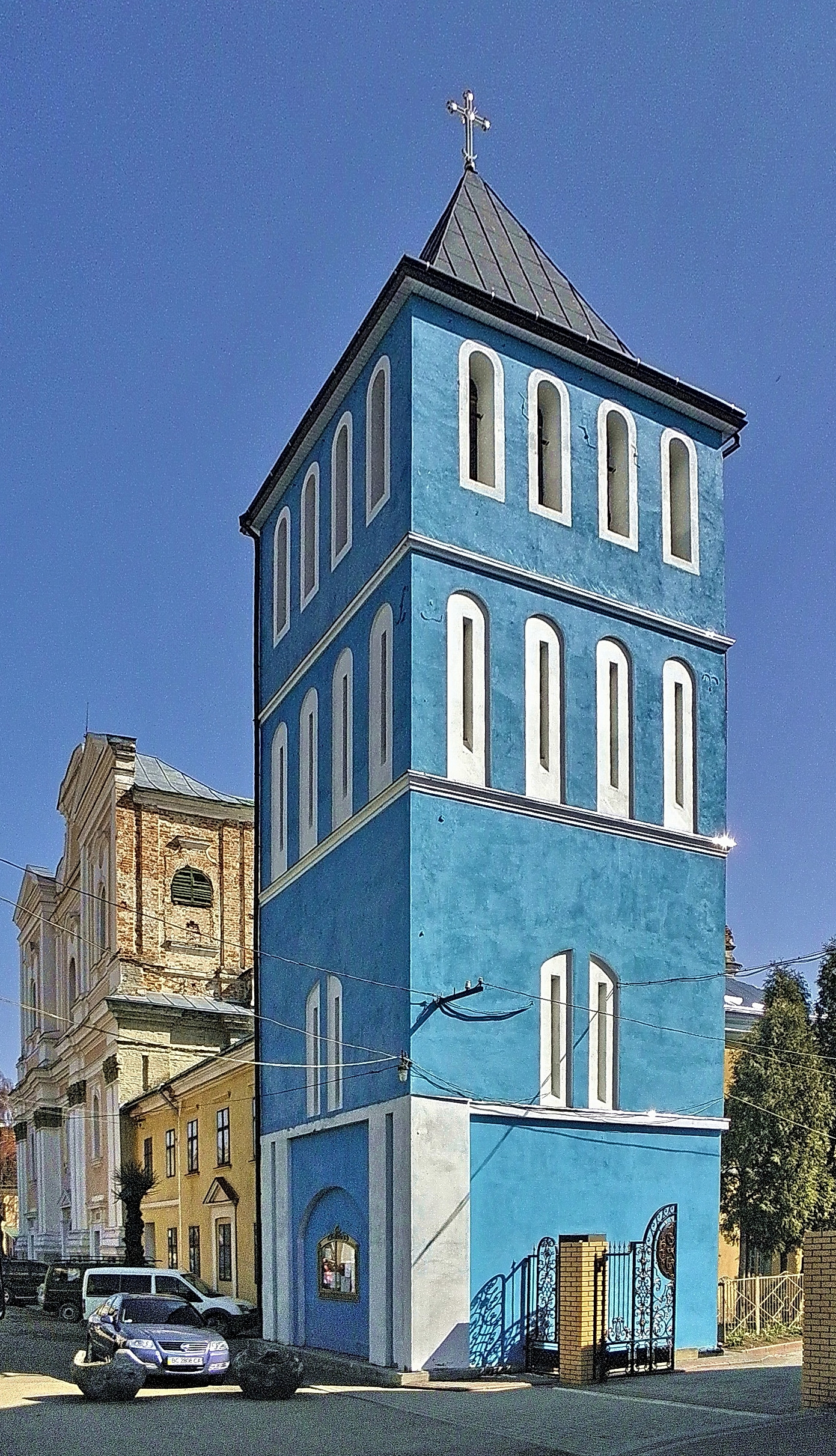
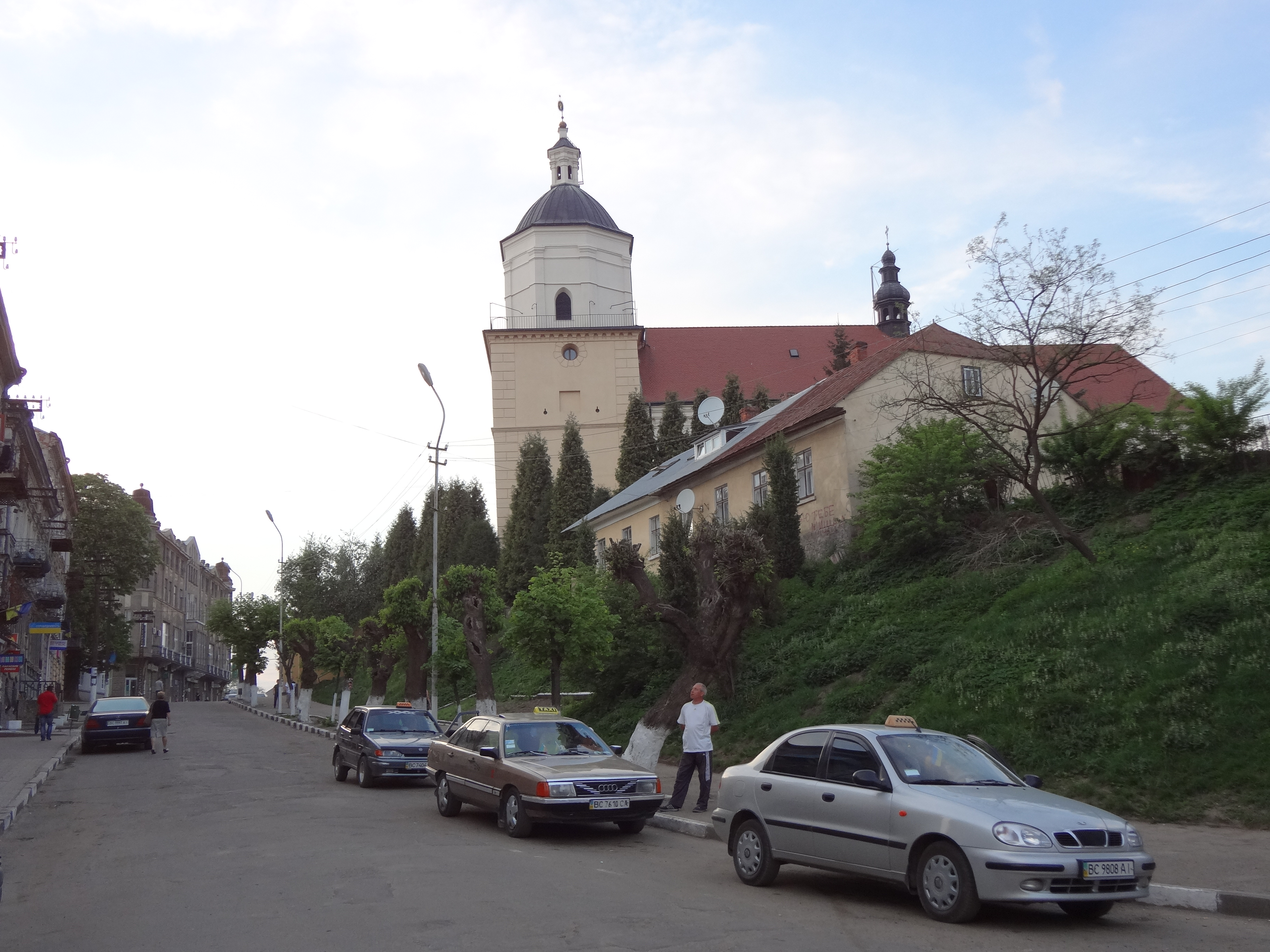
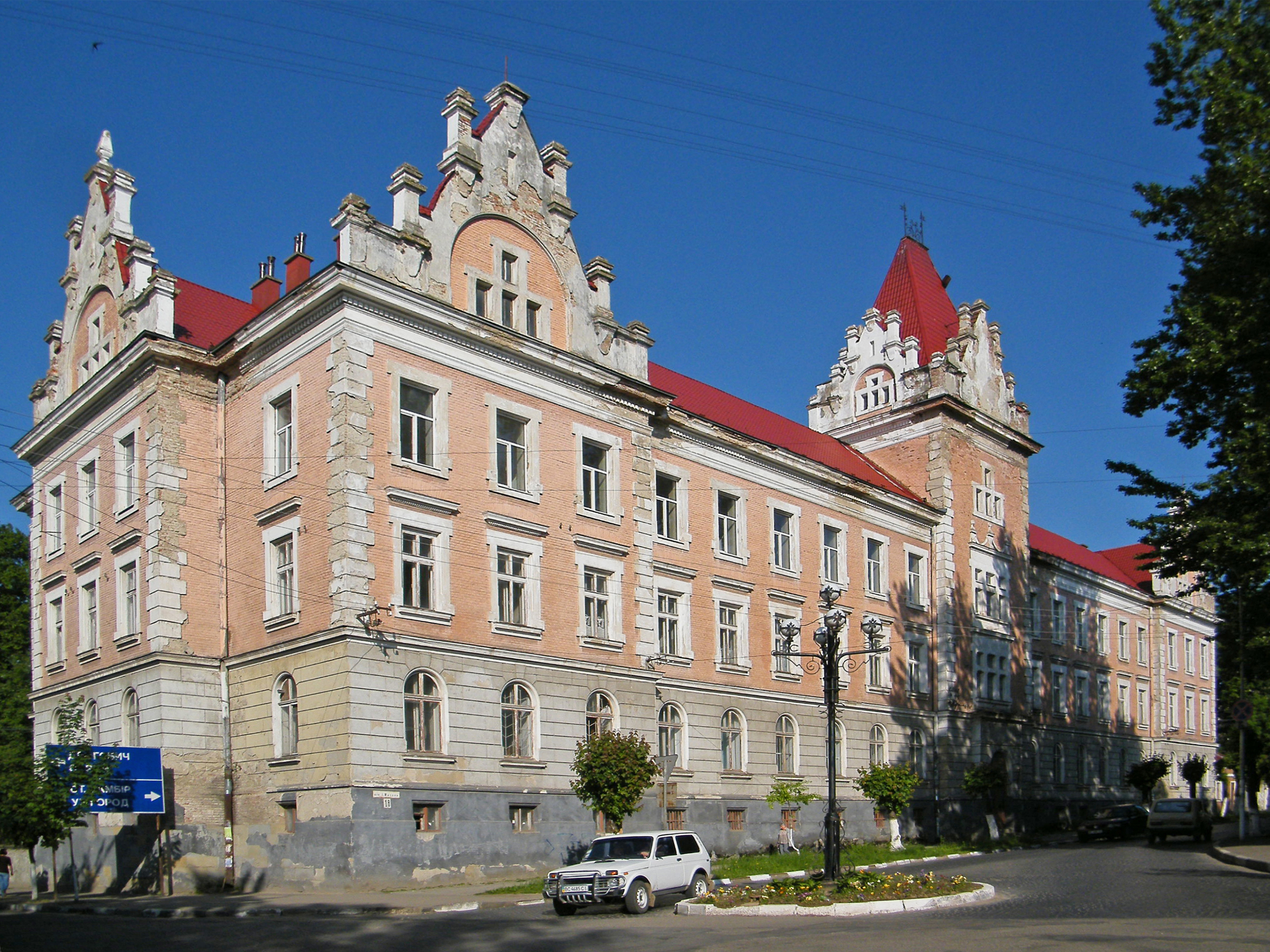
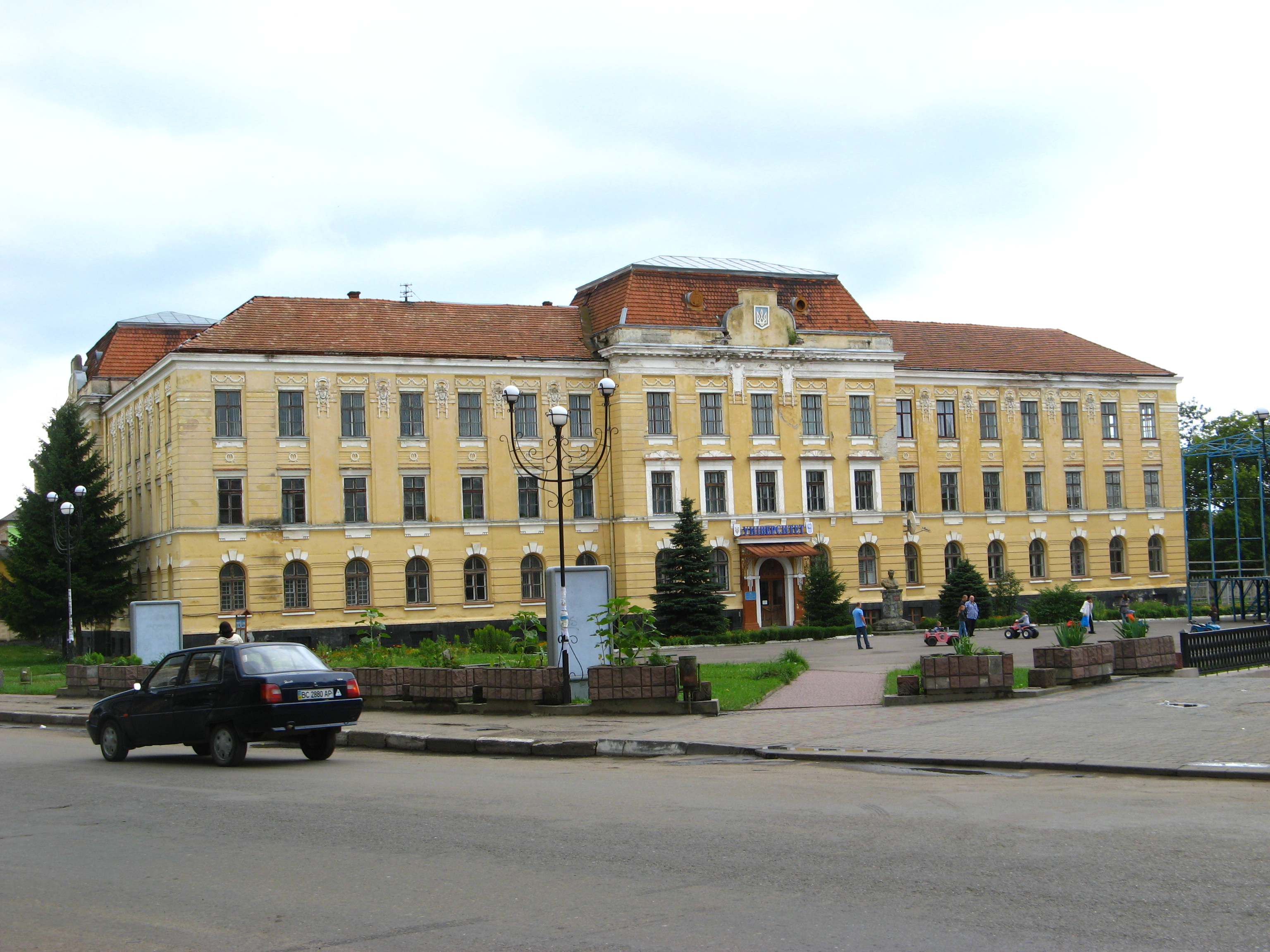
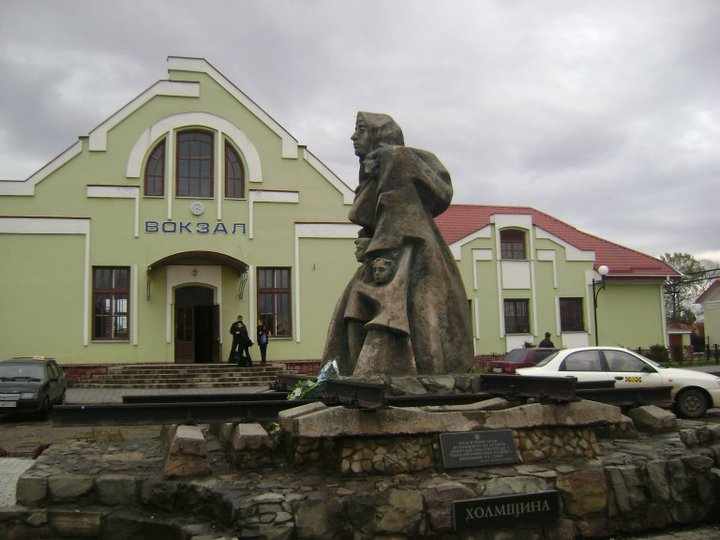